# Русская католическая церковь Успения (Фатима)
Русская католическая церковь Успения Пресвятой Богородицы в Фатиме, Португалия, принадлежит к Русскому апостолату в Зарубежье в традиции Российской католической церкви византийского обряда, основана по инициативе ордена иезуитов при финансовой поддержке американской организации мирян «Голубая армия Фатимской Девы Марии», как место хранения списка Казанской иконы Божией Матери.

## История

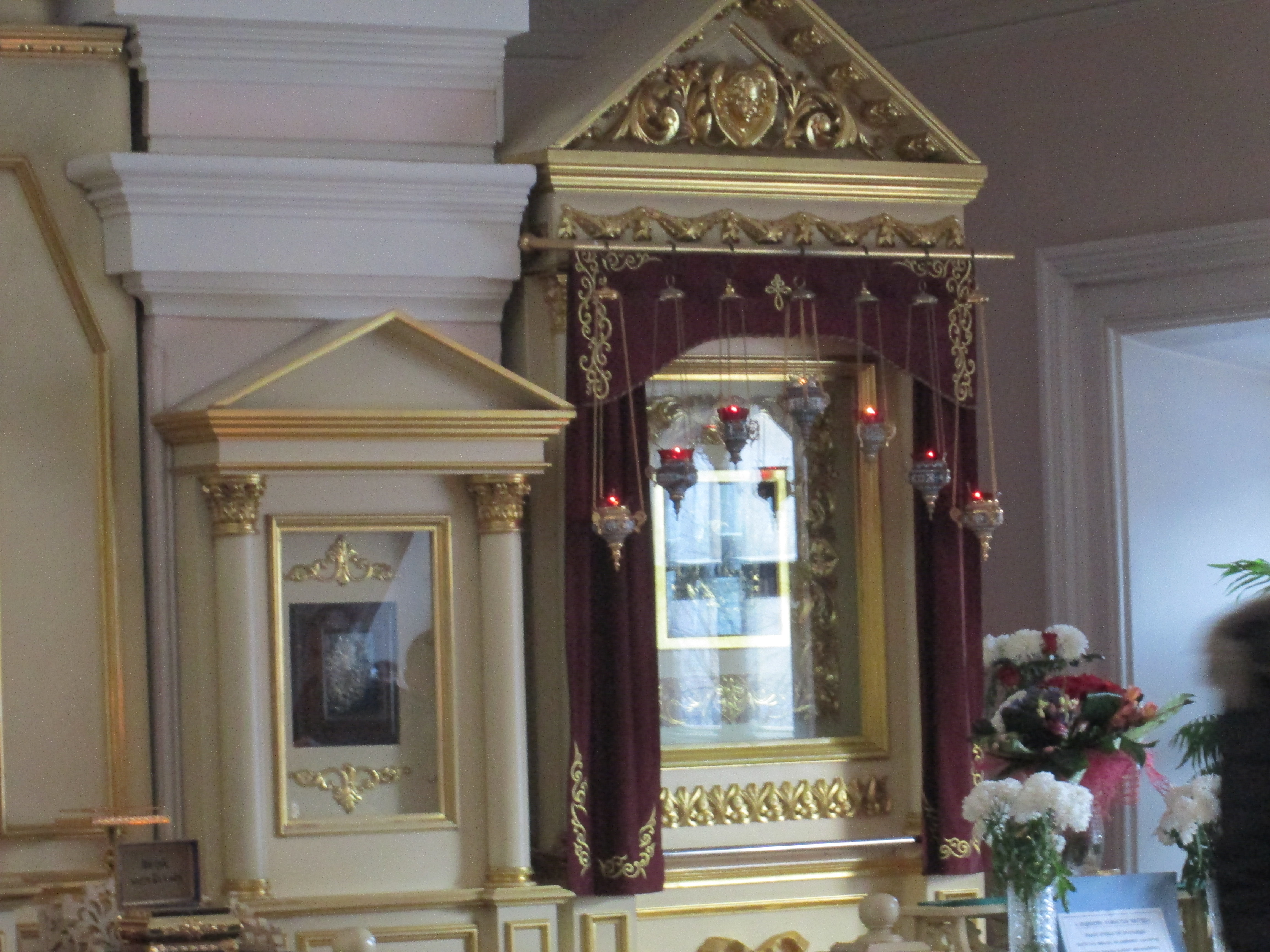
Ватиканский список иконы в Крестовоздвиженском храме Богородицкого монастыря в Казани

В 1950 году образ был в частной коллекции Фредерика Митчелл-Хеджеса. 
С 1959 года архиепископ Иоанн (Шаховской) организовал сбор средства в русской диаспоре для выкупа иконы, с этой целью от сотрудничал с различными общественными и религиозными организациями.
В 1970 году американские католики из «Голубой армии» (англ. Blue Army of Our Lady of Fatima) выкупили икону и передали ее в Фатиму в специально построенную для этого церковь, которую освятил епископ Андрей (Катков). 
Богослужения в храме совершали епископ  Павел (Мелетьев) и митрополит Никодим (Ротов).
В 1993 году икону поместил в своих личных покоях папа Иоанн Павел II.
В 2004 году образ передан в РПЦ МП. В храме Фатиме сохраняется список.

## Настоятели
- Павел Близнецов
- Иоанн Моватт (John Mowatt) sj[1], ирландский иезуит византийского обряда.

## Фотогалерея

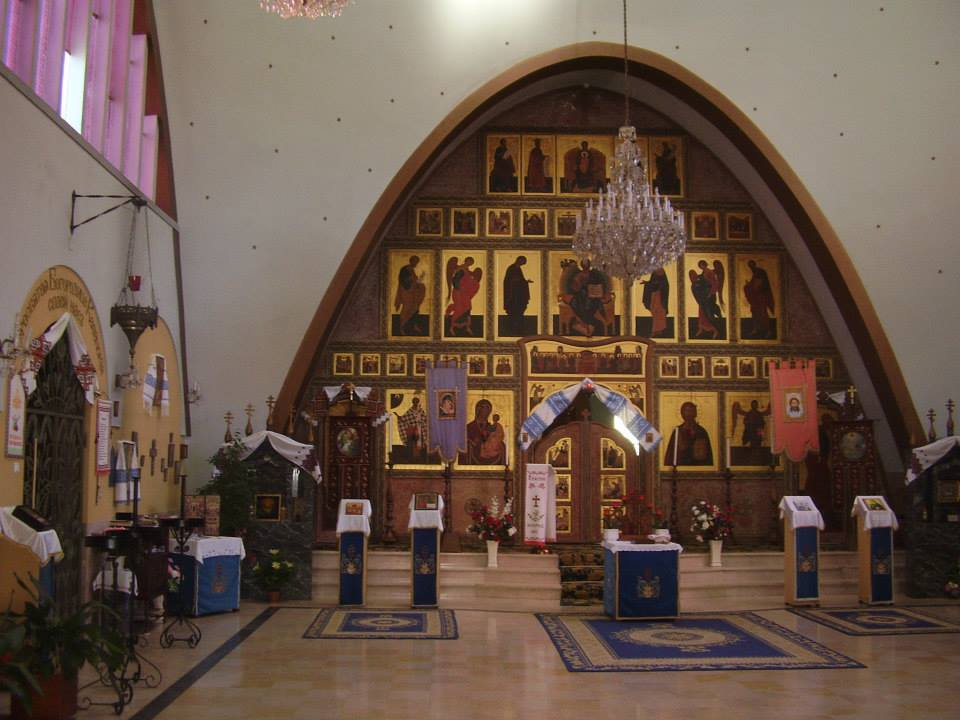
Интерьер
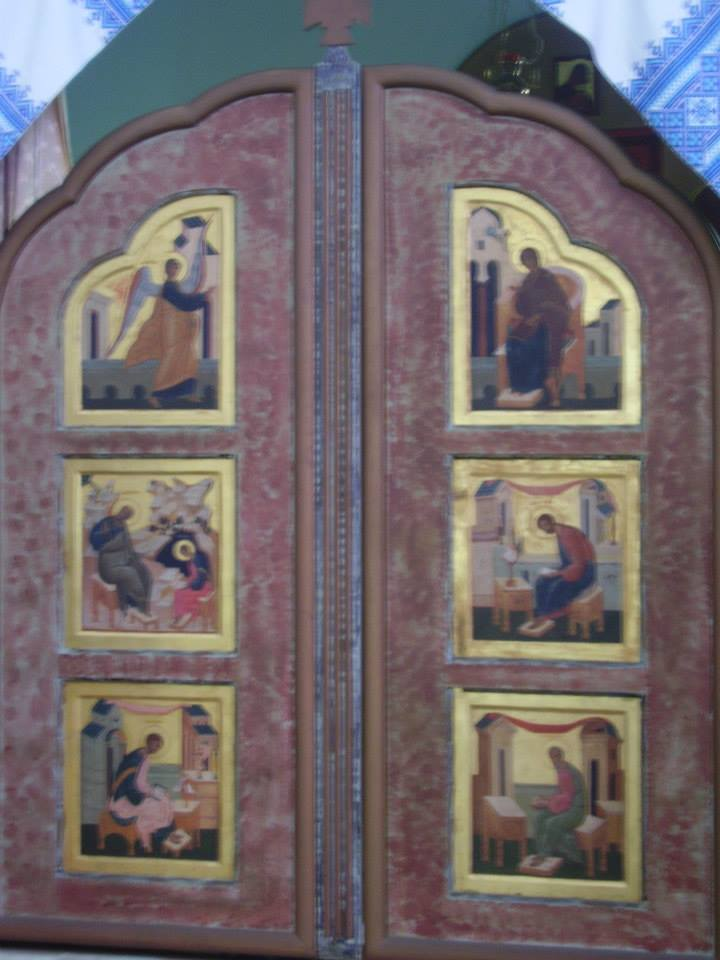
Царские Врата
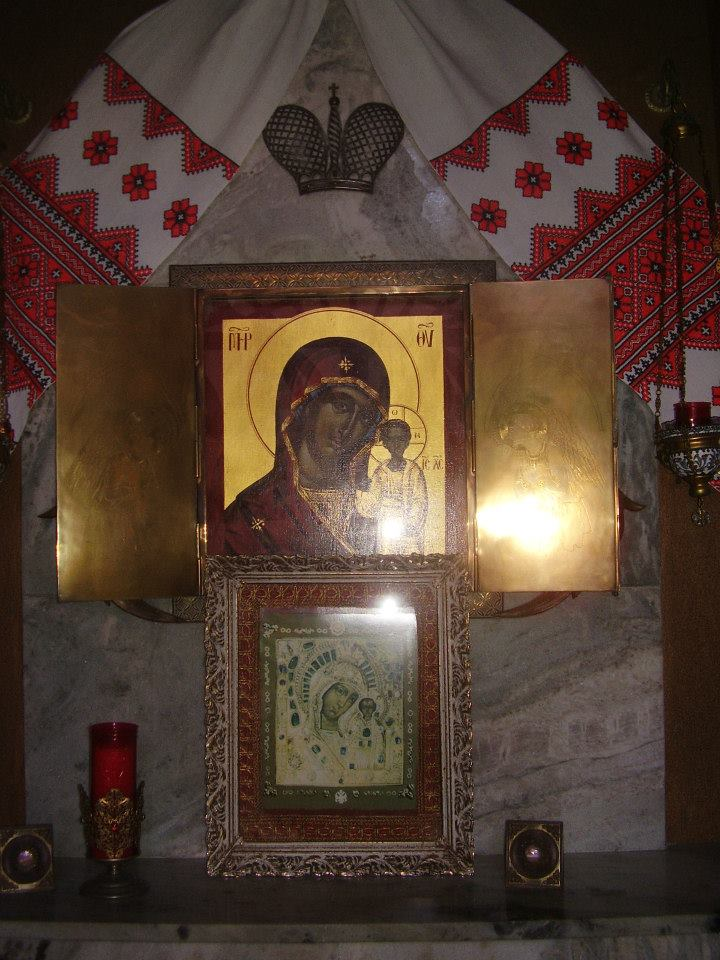
Копия Казанского образа, оставшая в русской церкви в Фатиме
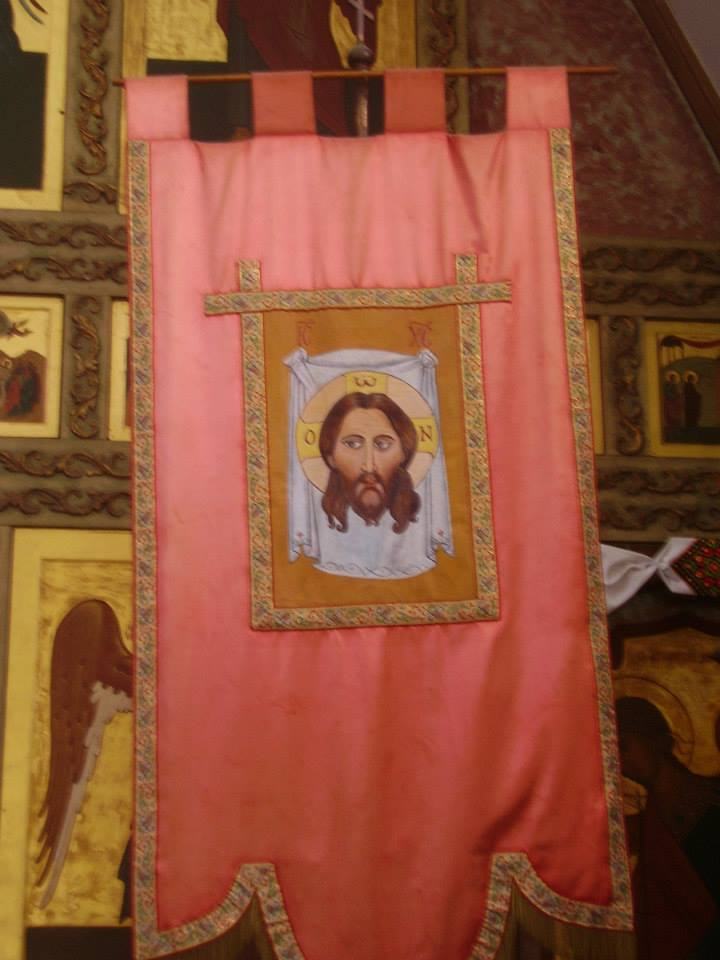
Спас Нерукотворный, хоругвь
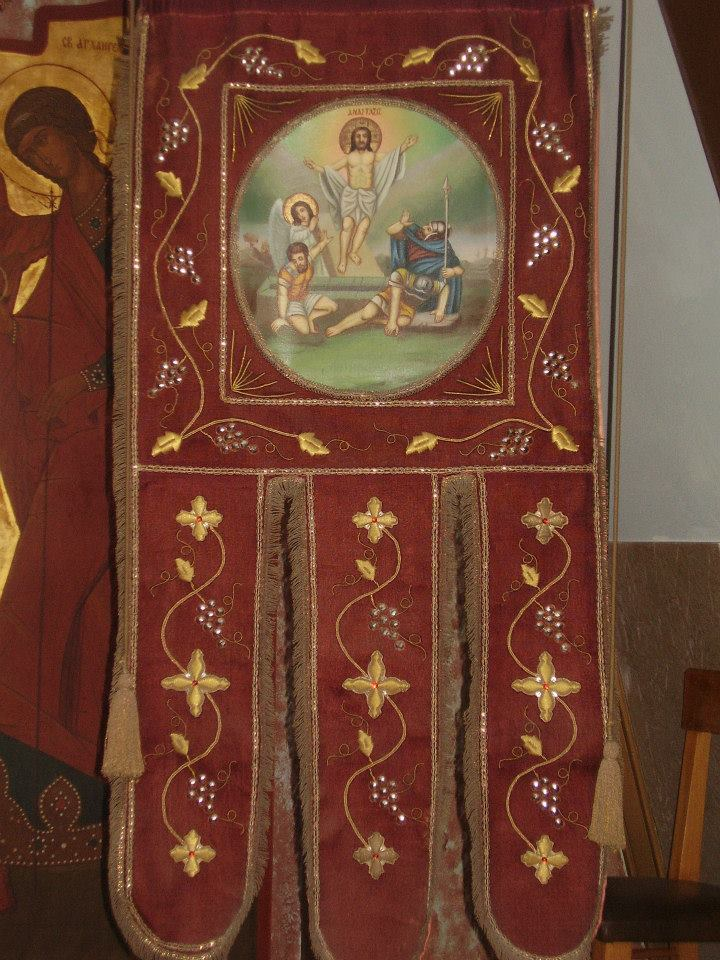
Воскресение Христово, хоругвь
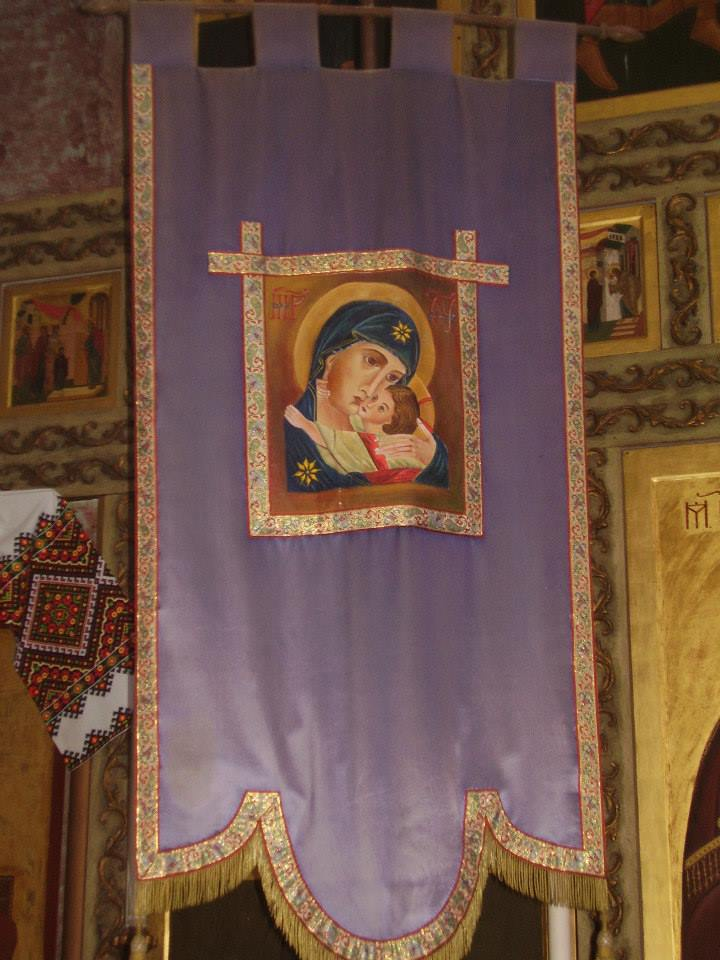
Богородица, хоругвь
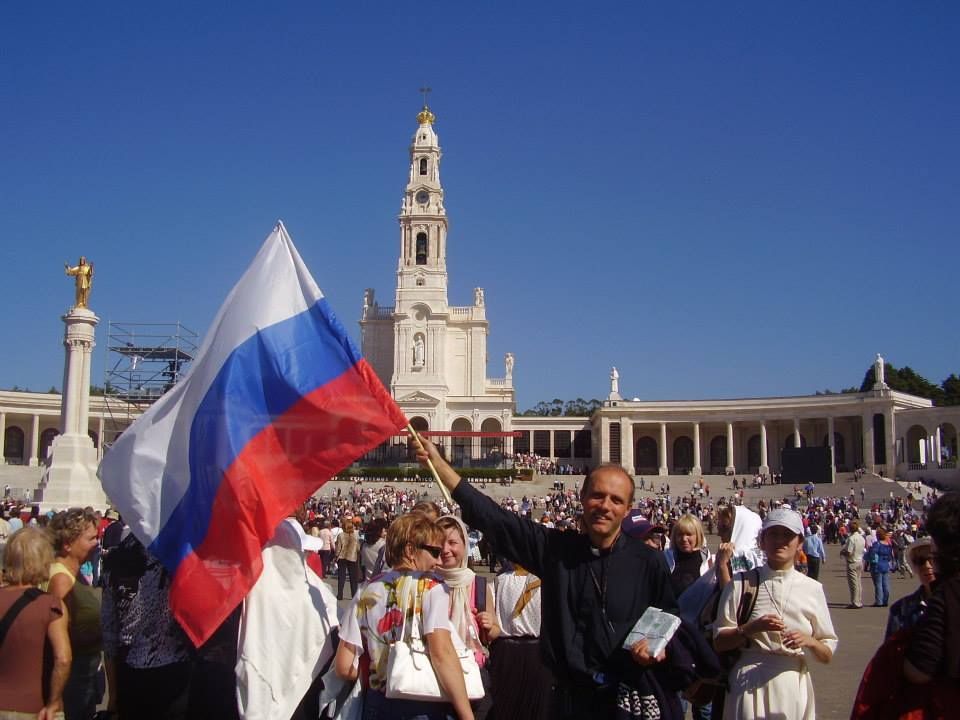
Паломники из России в Фатиме